# Vroeger is dood (film)
Pour plus de détails, voir Fiche technique et Distribution.
Vroeger is dood est un film néerlandais réalisé par Ine Schenkkan, sorti en 1987.

## Fiche technique
- Titre : Vroeger is dood
- Réalisation : Ine Schenkkan
- Scénario : Ine Schenkkan d'après le roman d'Inez van Dulleman
- Musique : Simon Burgers
- Photographie : Goert Giltay
- Production : Jos van der Linden
- Société de production : Linden Films
- Pays :  Pays-Bas
- Genre : Drame
- Durée : 90 minutes
- Dates de sortie : 
  -  Pays-Bas : 29 janvier 1987

## Distribution
- Jasperina de Jong : Inez
- Elise Hoomans : la mère
- Max Croiset : le père
- Eline de Meyer : Inez enfant
- Mark de Graaf : Felix
- Wendy Bushell : Linda
- Huib Rooymans : Hans
- Dolf de Vries : Johan
- Mies de Heer : Else
- Ruud Westerkamp : Maarten
- Liliane Kuiper : Denise
- Rens Schenkkan : Johan enfant
- Mattheo Verhaert : fère Mattheo
- Hiske van der Linden : Zuster
- Truus Dekker : la mère supérieure
- Pierre Bokma : le psychiatre
- Jan Willem Sterneberg : le laveur de vitre
- Beppie Melissen : Mevrouw van Vliet
- Ingeborg Elzevier : la pensionnaire

## Distinctions
Le film a reçu 2 nominations aux Veaux d'or et a remporté 2 prix : Meilleur film et Meilleure actrice pour Jasperina de Jong.